# トゥインキー

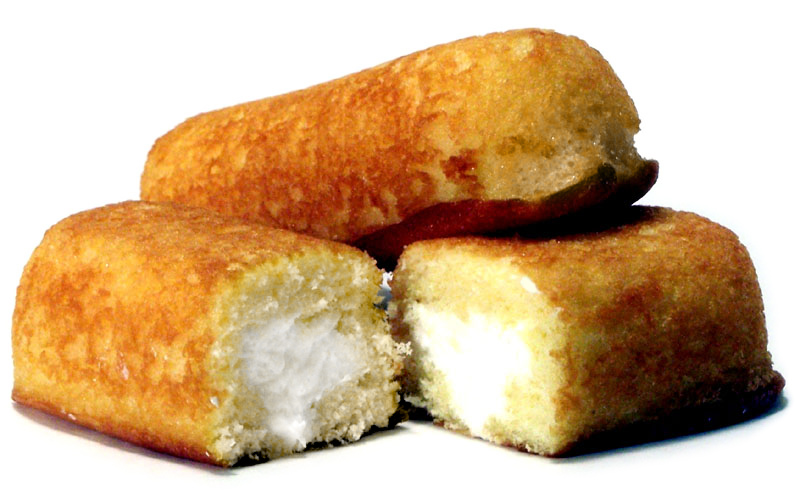
トゥインキー

トゥインキー（Twinkie）はホステス社によって開発され、カンザスシティを本拠とするインターステート・ベーカリーズの子会社のコンチネンタル・ベーキング社によって製造されている、クリーム状のフィリングの入った金色のスポンジケーキである。
トゥィンキーの寸法は長さ10cm×幅2.5cmで、通常は2個入りパッケージまたは10個入りの箱で売られている。
ラテンアメリカでは、「サブマリーノ」（Submarino、潜水艦）という商品名で売られている。
アメリカ合衆国では、トゥインキーは究極のジャンクフードと広く見なされる。
トゥインキー1個当たり約145キロカロリー（607キロジュール）を含んでいる。
毎年5億個のトゥインキーが製造されている。

## 経緯
トゥインキーは、1930年4月6日に菓子工場の責任者ジェームズ・デュウォー（James Alexander Dewar）によって、それまでイチゴの季節中にのみ使用されていたショートケーキ用の型を有効利用するために発明された。名称は彼がセントルイスで「トゥインクル・トゥ・シューズ｣の広告を見て思いついた。
元々はバナナクリームのフィリングを充填していたが、第二次世界大戦の勃発によってバナナ不足が起こったので、バニラ・クリームに替えられた。
1988年、イチゴがクリームに混ぜられた「フルーツ・アンド・クリーム・トゥインキー」が発表されたが、すぐに中止になった。2005年、バナナよりもバニラの分量が多いトゥインキーが発表され、映画『キング・コング』で1ヶ月に亘るプロモーションが行なわれた。
2007年6月にホステス社はバナナクリームのトゥインキーの復刻を宣言した。過去にバナナ味が期間限定で生産された際、バナナ味が発売されていた期間は売り上げが20%増加したことから、今度は常時生産されることになった。

### ホステス社の破産
2012年5月4日、親会社であるホステス社が連邦倒産法第11章により破産保護申請を行なった。2011年12月25日までの年間売り上げは3,600万箱で1年前より約2%下降していた。ホステス社は顧客の健康志向が原因と考えた。2012年11月16日午前7時（東部標準時）、ホステス社は公式に「間もなく操業を停止する予定で、破産裁判所に操業を停止する許可の申し立てを申請し、ブランドや施設を含む資産を売却する。全ての工場は一時停止している。引き続き配送は行ない、ホステス・ブランドの小売店は在庫を売るため数日間営業を行なう」と発表した。
2012年11月19日、ホステス社と労働組合は和解に合意し、閉鎖を2日後に設定した。2012年11月21日、破産裁判所の裁判官ロバート・ドレインはホステス社の操業停止申請を認め、アメリカ国内でのトゥインキー製造は終わりを迎えた。
2013年3月12日、5月からトゥインキーの販売を再開することが発表された。トゥインキーを含む著名なホステス・ブランドは更生手続きを終えアポロ・グローバル・マネジメントとMetropoulos & Co に4億1千万ドルで買収された。メキシコのBimbo の子会社Marinela によりトゥインキーが製造され、メキシコの店舗で販売された。2013年7月15日からアメリカでも販売が再開されることとなった。

## 製法
コンチネンタル食品は長年にわたり製法を明らかにしてこなかったが、2006年のテレビ番組『How it's Made』の中で、焼いて作るのだと認めた。
ワシントンポストは2005年4月13日に次のような報道をした。
「ケーキを10分間焼き、次に焼けて茶色になった上面の3つの穴からクリームフィリングが注入される。包装の前にケーキをひっくりかえし、丸い黄色の底が上になる。」
この情報源はホステス社だったとされる。
原材料は栄養強化小麦粉、砂糖、コーンシロップ、高果糖コーンシロップ、植物性または動物性ショートニング（水素添加された大豆油、綿実油、キャノーラ油、ヘットのうちのどれか）、デキストロース、鶏卵、コーンスターチ、カルボキシメチルセルロース、乳精、膨張剤（第一リン酸カルシウム、重曹、リン酸ナトリウム）、塩、トウモロコシ粉、モノアシルグリセロールとジアシルグリセロール、大豆レシチン、ポリソルベート60、デキストリン、カゼイン酸カルシウム、乳酸ステアリン酸ナトリウム、小麦グルテン、硫酸カルシウム、天然および合成着香料、カラメル色素、ソルビン酸（保存料）、合成着色料（黄色5号、赤色20号）である。

## 都市伝説
トゥインキーは何年も傷まないという都市伝説があるが、いくつかの都市伝説を扱うウェブサイトで誤りであるとの結論が出ている。
ジョージ・スティーブンス・アカデミーの1つの小さな教室実験では、それは「やや脆く」なったが、トゥインキーは30年間腐ることがなかった。
さらに別の都市伝説によると、トゥインキーの中のクリームは8年経つと発酵してアルコールになるのだという。この話はテレビアニメ『ザ・シンプソンズ』にも登場する。
また、テレビ番組『ファミリー・ガイ』では、全面核戦争のあとで生き残った唯一のものがトゥインキーの工場だった。

## 揚げトゥインキー
ホステス社のウェブサイトによれば、ニューヨークブルックリン区でレストラン『チップショップ』を経営するクリストファー・セル（Christopher Sell）が「揚げトゥインキー」を発明。
ニューヨーク・タイムズはそれを次のように記述した。
「ケーキが熱い油に触れた瞬間、魔法が起こる。クリーミーな白い植物性ショートニングのフィリングが液体になり、その風味のいいバニラがスポンジケーキにしみ込む……ケーキの内側はほとんどとろけるまでに柔らかくなり、パリパリの揚げ衣と対比をなす。レストランでは独自のルビー色のベリー・ソースをかけ、わずかに酸味のある洗練を加える。」
2002年までに、アーカンソー州物産祭（ステート・フェア）が揚げトゥインキーを導入し、大衆の絶賛を受けた。このアイデアは、全米の他の州の物産祭や飲食店にも拡大した。日本では在日米軍基地（キャンプ）の公開日に出店で買うことができる。

## 早食い
2012年1月、小林尊がアメリカのテレビ番組で、1分間に14個のトゥインキーを食べてギネス世界記録を達成。彼自身、6つ目のギネス記録となる。

## トゥインキーの出てくる映画
- 『ダイ・ハード』および『ダイ・ハード2』で、主人公ジョン・マクレーン（演：ブルース・ウィリス）を助けるロス市警のアル・パウエル巡査部長（演：レジナルド・ヴェルジョンソン）の好物として、トゥインキーが登場する（パウエルは、トゥインキーの外袋に印刷された「原材料名」を諳んじて言えるほどのトゥインキー好きである）。
- 『インビジブル』では、本作の透明人間になる天才科学者のセバスチャン・ケイン（演：ケヴィン・ベーコン）の好物として登場。劇中では3回の食事シーンがある他、コーヒーとトゥインキーだけで透明化の解除と可視化復元の血清を思いつく描写が冒頭で描かれている。これに対してヒロインのリンダは天才の嫌な自慢と皮肉っている。後半では透明人間の状態で食べるシーンがあるが、セバスチャンの同僚らが作った肌色のゴムマスクで覆われているため、透明の口内は見えず、普通の食事シーンと何ら変わらない。また日本語吹き替え版ではトゥインキーという単語に馴染みがないため、ソフト版では菓子パン、テレビ朝日版ではスポンジケーキと訳されている。この場合、後者が正しい言い方となる。
- 『ゾンビランド』では、タフなゾンビ殺しとして登場するタラハシーが、トゥインキーを求めて旅をする、という設定になっている（最終的にそれは発見される）。
- 『ゴーストバスターズ』で、イーゴン・スペングラー博士（演：故ハロルド・ライミス）がお化け貯蔵庫の前でお化けのエネルギーに関する難しい説明をトゥインキーに例えてメンバーに教えている。メンバーは「That’s a big Twinkie.（特大トゥインキーだ）」と驚く。公開時の日本ではトゥインキーに馴染みがなかったため「菓子パイ」と訳されている。映画『ゾンビランド』にもそのシーンが使用されている。
- 『移動都市/モータル・エンジン』には、主人公2人が、賞味期限が切れてから1000年以上経過している「古代の食べ物 inkie」（パッケージの印刷がかすれており「inkie」しか読み取れない）を食するシーンがある。「腐らない（indestructible）」と評される。
- 『アイアン・ジャイアント』で、主人公の少年ホーガースがトゥインキーにホイップクリームスプレーを注入し、スポンジから溢れ出すほどホイップクリームを追加して食べている。
- 『ザ・プレデター』でトレーガーがプレデター達はなぜ地球へ来るのかを説明する際に使った例がトゥインキーだった。
- 『ソーセージ・パーティー』には様々な食品を擬人化したキャラクターが登場するが、トゥインキーは蒸留酒やコーングリッツと並んで賞味期限のない「不滅の」キャラクターの一人として登場した。

## 関連書籍
- Ettlinger, Steve (2008) (英語). Twinkie, Deconstructed: My Journey to Discover How the Ingredients Found in Processed Foods Are Grown, Mined (Yes, Mined), and Manipulated into What America Eats. Plume. ISBN 978-0452289284